# Приказная школа
Приказная школа — наиболее раннее русское поэтическое объединение, осознающее себя как группу, корпорацию. Оно сложилось к концу 20-х – началу 30-х годов XVII века и существовало до реформ патриарха Никона.
Название «приказная школа» было дано исходя из статуса принадлежавших к ней стихотворцев: ее участники происходили из неродовитых семей и принадлежали к приказным чиновникам. В их число входили справщик Савватий, Алексей Романчуков, Петр Самсонов, Тимофей Анкудинов, Ермолай Азанчеев, Евфимия Смоленская и другие.
В русскую поэзию XVII века приказные авторы привнесли «понимание человеческого достоинства, вписанного в историко-литературный облик автора» (что часто приписывается Симеону Полоцкому как новаторство). Для наследия приказной школы характерно обилие формул, усиленное соревновательное начало, а также особое внимание к таким категориям, как мудрость и остроумие.

## Поэтика
В XVII веке поэзия воспринималась в качестве интеллектуального досуга, как уникальная форма общения, доступная особому кругу мудрецов. Установка на элитарность характеризует и поэтику приказной школы стихотворства. Осознавая себя некой интеллигентной корпорацией, приказные поэты определяли процесс творчества как «духовный пир», заключавшийся в постоянном обмене поэтическими посланиями между членами школы.
Художественный метод приказных стихотворцев характеризуется «синтетичностью как текстовым, образным и стилистическим смешением», совмещающим в интеллектуальной литературной игре разнообразные лексические типы, культурные традиции, формулы, приемы, и одновременно постулирующим глобальную концепцию поэзии приказной школы, призванной «объединить мудрость всех поколений».
Участниками «духовного (или любовного) союза» могли стать только немногие избранные, имеющие «остроумие и острый разум». Два ключевых в рамках приказной школы понятия имеют прямое отношение к категории литературной игры. «Остроумие» предполагает умение пользоваться излюбленным приемом приказных стихотворцев — уподоблением. «Острый разум» же подразумевает способность находить ассоциации и создавать новые.
Обращаясь с довольно широким кругом текстов (книги Священного Писания, сочинения Отцов Церкви, азбуковники, Физиолог), приказные следовали «естествословной тенденции» и активно использовали образы из природного мира, в котором находили бесконечный источник для построения нравоучительных аналогий и для зашифровывания многочисленных цитат к авторитетным текстам. Основные средства, применяемые приказными стихотворцами, включали эмблематические толкования имен, акростихи, параллелизм, иносказание, метафоры, косвенные отсылки и т. д.
Однако, несмотря на «укорененность» в традиции и стремление обособиться от западных влияний, укрепив статус книжной поэзии шаблоном и «ограничив ее национально-православными рамками», участники приказной школы в рамках своей литературной игры так или иначе испытывали воздействие современных веяний, в особенности барокко, и искали формы преодоления клише. Влияние современности сказалось и на поэтическом языке приказных стихотворцев. Смешение книжной речи и приказной лексики в виршах поэтов стоит воспринимать и как традицию, в которой выразилась «общая историческая тенденция развития языка в XVII веке, направленная в сторону слияния неоднородных пластов текста, соединения их форм и способов выражения», и как поэтическое новаторство приказной школы, объединившей светское и церковное, деловое и литературное.

## Жанры
В целом для творчества приказной школы характерно совмещение нескольких типов письма: приказного документа с одной стороны и богословского трактата с другой. Эта особенность влияет не только на поэтику, но и на жанровое своеобразие приказной школы.
Наиболее характерным жанром является послание (эпистолия), которое поэты посвящали в первую очередь друг другу, но также и вышестоящим лицам (например, царю Михаилу, князю Д. М. Пожарскому или брату патриарха Филарета Ивану Никитичу Романову). Послания могли быть довольно длинными, а их содержание отличалось неоднородностью и разнообразием: оно вмещало в себя как элементы панегирика или поучения, так и просьбы о покровительстве и помощи, преследуя одновременно две цели — повлиять на конкретного адресата и обратиться к вечным темам. Чаще всего в эпистолиях использовался акростих: первые буквы каждой строчки складывались в имена адресата послания и автора. Кроме того, для этого жанра в рамках приказной школы характерно обилие формул, чаще всего молитвенных, стоящих ближе к концу стихотворения и указывающих на его завершение. Также формулы могли свидетельствовать о завершении части послания, содержащей акростих, и о переходе к новой. Наконец, формулы использовались и во вступительной части послания, в которую входило обращение к конкретному человеку, приветствие и разнообразные пожелания.
Преобладание в творчестве приказных поэтов посланий связано в первую очередь с тем, что авторы осознавали себя корпорацией, а стихотворения — особым интеллектуальным способом общения друг с другом, демонстрирующим начитанность и «остроумие».
Ещё один характерный жанр — стихотворные предисловия, предваряющие другие литературные произведения в качестве оглавления и нравоучения. Принадлежность стихотворения к этому жанру определялась непосредственно автором: определённого канона предисловия не существовало, и оно могло включать в себя черты молитвы, послания, поучения или даже новеллы в стихах. По отношению к посланиям предисловия занимали подчиненное место, так как большое влияние на них оказывала проза.

## Участники
Существует несколько подходов к выделению круга участников приказной школы.

### Подход А. М. Панченко
Так, исследователь А. М. Панченко опирается на исторические связи поэтов. Он подчеркивает наличие интенсивных личных и творческих контактов между поэтами, важность их собственного ощущения принадлежности к одной группе. Таким образом, исследователь относит к приказным авторам справщиков Московского Печатного двора Савватия, Стефана Горчака, а также дьяков Петра Самсонова, Алексея Романчукова, подьячего Михаила Злобина и других.

#### Савватий
В конце 1620-х – начале 1630-х годов поэт состоял при дворе Михаила Федоровича. Из стихотворных посланий Савватия известно, что в это же время он занимался и учительской деятельностью. В 1634 году стихотворец начал служить в московской Книжной справе: он подготавливал к печати учебную Азбуку. В справщиках он пробыл до 1652 года.
Творчество Савватия дошло до нас в наибольшем объеме. Как поэт он обращался к различным жанрам. Эмоциональная составляющая в его виршах выражена слабо. Так, например, описывая уныние и скорбь, поэт не уходит плач. Послания Савватия адресованы как другим участникам приказной школы, так и представителям придворных кругов, и в них он так же «приветливо-сдержан».  В его стихах раскрываются темы мудрости, дружбы и любви.
Свое авторство он отмечал в акростихе «чернец Савватиища», «чернец Саванятаи» и т. д.

#### Стефан Горчак
Биография стихотворца слабо изучена.
В 1630–1640-е годы поэт работал в московской Книжной справе. Известно, что Горчак не получил систематического образования, однако он сумел стать заметной фигурой среди приказных стихотворцев и не уступал им в грамотности и «книжной премудрости».
До нас дошли только стихотворные эпистолии поэта, адресованные представителям сравнительно невысокого чина. Поэтическая техника Горчака такая же, как у других приказных авторов. Он пользуется прозаическим акростихом и парной рифмой.

#### Алексей Романчуков
Поэт происходил из семьи дьяка Саввы Юрьевича. В 1627 году Романчуков значился «стряпчим с платьем», а 1636 году был назначен посланником в Персию. По возвращении из Персии он, вероятно, вызвал на себя гнев государя, который оказался недоволен результатами переговоров, и страх опалы подтолкнул Романчукова к самоубийству.
Стихотворцу были адресованы эпистолии справщика Савватия и подьячего Михаила Злобина, что говорит о тесной связи Романчукова со служившими в московских приказах поэтами. Из акростиха в послании Злобина можно судить также о дружеском характере отношений поэтов, а не только об их творческой коллаборации.
Из произведений самого Романчукова известно одно его стихотворное послание с «трагическими нотами». Неизвестно, кому оно адресовано и каким годом датируется. Возможно, оно написано незадолго до смерти.

#### Петр Самсонов
Стихотворец происходил из митрополичьих боярских детей. Самсонов служил в Патриаршем дворцовом приказе. В 1625 году он значился подьячим, а в 1631 году — дьяком. Фактические сведения о нем обрываются в 1632 году. Из виршей Самсонова можно заключить, что он попал в опалу и был сослан из столицы.
После ссылки поэт писал много акростишных посланий. В них Самсонов не искал себе оправдания, а только молил о снисхождении. Разлука с близкими стала кочующим мотивом его стихотворений.
Самсонов писал в разных жанрах: известно несколько посланий, поучение, полемические и просительные стихотворения. Поэт является автором уникального в своем роде послания — не просительного, а утешительного (на смерть сына Михаила Рогова).
Маркировал свои произведения акростихом «Петруша Самсонов».

#### Михаил Злобин
О жизни и деятельности стихотворца известно мало.
Поэт принадлежал к большой приказной семье Злобиных. В 1630–1640-е годы он служил подьячим Посольского приказа, владел собственным двором в Москве. Из посланий Злобина можно заключить, что стихотворец имел влиятельных покровителей, а также был связан с сотрудниками московской Книжной справы (например, со справщиком Савватием).
В виршах Злобина наиболее ярко выражено личное начало. Основными темами его стихотворений являются милосердие и нищета. Тон посланий, в которых Злобин выступает в качестве просителя, напоминает умилительные вирши в духе плачей.

### Подход В. К. Былинина и А. А. Илюшина
В. К. Былинин и А. А. Илюшин предлагают другой подход при определении круга поэтов приказной школы. В отличие от А. М. Панченко, для исследователей главным критерием являются поэтические особенности самих текстов: как они организованы, кому предназначались, а также как в них используются одни и те же топосы и словесные формулы. Таким образом, в ряды авторов приказной школы также включаются Ларион, Феоктист, Михаил Игнатьевич, Ермолай Азанчеев, Евфимия Смоленская и другие.

#### Ларион и Феоктист
Сведений о стихотворцах мало: известно только, что они оба были монахами.
До нас дошло по одному стихотворному посланию поэтов друг другу: «От Лариона к Феоктисту» и «От Феоктиста к Лариону старцу отвещание». Эпистолии Лариона и Феоктиста «наглядно демонстрируют, как частный акростих становится образцовым. В результате его жанровая функция многократно усиливается. Во-вторых, в акростихе Феоктиста появляются рифмы. Это явление для приказной школы не типично».

#### Михаил Игнатьевич
Все известные сведения о поэте ограничены информацией, представленной в «Послании Михаилу Игнатьевичу» Петра Самсонова. Из стихотворения можно узнать, что Михаил Игнатьевич — преуспевающий чиновник, состоящий при важной особе (возможно, при митрополите или патриархе), и почтенный отец семейства. Известно одно стихотворное произведение поэта, а именно ответное послание — «Ответ Петру Самсонову».

#### Ермолай Азанчеев
О жизни стихотворца известно очень мало.
Исходя из записи, сохранившейся во Вкладной книге Троице-Сергиева монастыря 1673 года, исследователи пришли к выводу, что «в 1655 году Ермолай Азанчеев служил при царском дворе, по-видимому, в качестве конюха или стремянного». Однако существует другая трактовка этой записи, следуя которой, исследователи полагают, что поэт не был слугой великого государя, поскольку тогда, вероятно, в записи был бы упомянут его чин; таким образом, Азанчеева следует считать светским слугой-«служебником» Троице-Сергиева монастыря. Также известно, что в 1657 году стихотворец был жалован от государя поместьем, т. е. явился фактическим родоначальником дворянской династии Азанчеевых.
До нас дошло лишь одно виршевое произведение поэта — «Послание Марку Ивановичу», написанное приблизительно в первой половине – середине 40-х годов. Важно, что оно адресовано талантливому писателю, автору «Новой повести о преславном Российском царстве» (1611) — дьяку М. И. Поздееву.

#### Евфимия Смоленская
Евфимия Смоленская — одна из первых русских женщин, продемонстрировавших талант в виршевом стихотворчестве. Появление в истории русской литературы женщины-автора было связано в первую очередь с тем, что в XVII веке в России всё больше женщин стали приобщаться к литературе, а также с возрастанием личностного начала в русской литературе того времени.
Биографический сведений о поэтессе крайне мало. Известно, что она была женой смоленского священника и что у них было трое детей. Однако в 1654 году она оказалась разлучена с семьей: Смоленск был взят царем Алексеем Михайловичем, многие жители города были сосланы. При этом сама Смоленская, судя по ее собственным словам, была родом из другого города: «во граде, где не родися…».
В попытках освободить мужа, поэтесса написала «Молитву господу богу… и песнь плачевную», пронизанную непритворным лиризмом. Послание могло быть адресовано либо царю и патриарху, либо кому-то из их приближенных. «Молитва» свидетельствует о «высокой образованности Евфимии, ее хорошем знакомстве не только с традиционной книжностью и духовной поэзией, но и с некоторыми приемами западного схоластического искусства (в частности, со школьными диалогами и декламациями)». Как сложилась судьба поэтессы и ее семьи после этого, неизвестно.

## История изучения приказной школы
Первые публикации текстов авторов приказной школы относятся еще к XIX веку: в 1862 году вышла книга Д. Л. Мордовцева «О русских школьных книгах XVII века», а в 1886 году Х. М. Лопарев напечатал несколько посланий справщика Савватия. Первая исследовательская работа, посвященная приказным текстам, была опубликована в 1907 году историком В. И. Саввой и называлась «Вновь открытые полемические сочинения XVII века против еретиков». В 1961 году И. Ф. Голубев в статье «Два неизвестных стихотворных послания первой половины XVII века» рассмотрел два ранее не исследованных послания Семена Шаховского. В 1965 году семь посланий справщика Савватия опубликовал и сопроводил историко-литературным описанием Л. С. Шептаев.
Особое место в истории изучения приказной школы занимает филолог А. М. Панченко. Первооткрыватель многих текстов приказных поэтов, именно он впервые ввел термин «приказная школа». В 1973 году Панченко опубликовал работу «Русская стихотворная культура XVII века», в которой не только была дана характеристика приказной школы, но и содержался общий взгляд на связанный с развитием поэзии историко-литературный процесс XVII века.
После этого в 1985 году вышла статья С. И. Николаева «Два стихотворца XVII века», в которой исследователь опубликовал и прокомментировал тексты Алексея Онуфриева и Венедикта Буторлина. В этом же году в диссертации В. К. Былинина «Русская поэзия первой половины XVII века. Проблемы развития» было напечатано 28 ранее не исследованных стихотворных текстов, а также включено 17 новых имен в список приказных стихотворцев. В 1989 году был издан сборник «Виршевая поэзия (первая половина XVII века)», в котором В. К. Былинин и А. А. Илюшин не только попытались выделить общие тенденции в стихотворстве первой половины XVII века, но и в очередной раз включили в число поэтов приказной школы значительный ряд авторов.
Существует множество разногласий касательно значения и существования самого явления приказной школы. В 1985 году Н. В. Марков в работе «Русский стих XVII века» высказал сомнения по поводу факта существования поэтического объединения, но при этом, обращаясь к ранним русским виршам, сделал несколько примечательных наблюдений о стихотворных размерах. В 2003 году в книге «О древнерусском литературном творчестве. Опыт типологии с XI по середину XVIII веков от Илариона до Ломоносова» литературовед А. С. Демин назвал творчество справщика Савватия и других приказных авторов произведениями «придворного происхождения», «противопоставив их демократической сатире и стихотворениям, основанным на образце фольклорных произведений». Исследователь не считал жанровое многообразие приказной школы результатом деятельности одного поэтического объединения, но признал стихотворство начала XVII века совершенно особым, новаторским.

## Проблемы, связанные с изучением приказной школы
Выделяются две основные проблемы, затрудняющие изучение приказной школы.

### Вопрос атрибуции
В связи с исчерпывающим количеством сведений об авторах школы и неточным фрагментарным списком их произведений, атрибуция текстов стихотворцев приказной школы зачастую затруднительна, а иногда и невыполнима. Из-за этого исследователи нередко делают преждевременные заключения касательно принадлежности текстов одному и тому же автору, в которых обнаруживаются в общих местах и на поэтическом уровне. Так, неверно было определено авторство цикла стихотворений инока Антония — изначально, был атрибутирован справщику Савватию, что связано с немалым уровнем пересечений на уровне формулы в творчестве стихотворцев.
«Изыскания в области индивидуального авторского стиля стихотворцев приказной школы, а также уточнения биографического характера,» как предполагает в своей диссертации О. А. Кузнецова, «позволят в будущем более успешно решать вопросы атрибуции».

### Проблема структуризации приказной школы
Мнения исследователей касательно структуризации приказной школы и причастности того или иного поэта первой половины XVII века к этому объединению зачастую разделяются. Это связано с применением одних приемов стихотворцами на уровне поэтики. В связи с этим в предположениях большинства исследователей касательно структуризации приказной школы «существует некоторое поле, в которые попадают авторы, близкие приказным».
Так, А. М. Панченко в работе «Русская стихотворная культура XVII века» помещает авторов, Тимофея Акундинова и инока Авраамия, творивших в более поздний период, в поле «эпохи начал», «отголосков». Особую категорию выделяют В. К. Былинин и А. А. Илюшин в работе «Виршевая поэзия (первая половина XVII века)» — они классифицируют И. В. Фуникова, Ф. К. Гозвинского, А. Палицына, А. Подольского, Евстратия, И. Шевелева-Наседку, С. И. Шаховского, И. А. Хворостинина, И. М. Катырева-Ростовского, Ф. Шелешпанского, А. Зюзина, М. Татищева и Б. Репнина-Оболенского как поэтов-«провозвестников». Существует несколько причин, по которым эти авторы рассматриваются вне рамок привычного поэтического объединения: они происходят из более высокого рода, пишут в более поздний период, а также «известны в большей степени как авторы исторических сочинений, хотя и со стихотворными вкраплениями».